# Wizards of Mickey (gioco di carte)
Wizards of Mickey: Gioco di Carte Collezionabili o WoM GCC è un gioco di carte collezionabili, basato su personaggi e luoghi della saga dei fumetti Wizards of Mickey, sviluppato da Andrea Chiarvesio. I mazzi e le bustine si possono trovare nelle edicole e già alcuni tornei sono stati organizzati.

## Storia
Il gioco è stato sviluppato nel 2007 da Andrea Chiarvesio, contattato da Andrea Mazzolani della New Media, per sviluppare un gioco basato sulla saga Wizards of Mickey, con la collaborazione dell'autore della saga, Stefano Ambrosio. L'edizione italiana è stata pubblicata nel 2008 ed a questa è seguita un'edizione in lingua francese pubblicata da IELLO l'anno successivo
Ha ricevuto il premio Best of Show all'edizione 2008 del Lucca Comics and Games è stato premiato come  miglior gioco collezionabile.

## Regolamento

### Componenti
Ogni giocatore deve  possedere le seguenti carte:
- Carte Mago: I Maghi possono scagliare magie. Ogni mago ha un nome, un team di appartenenza (formato da tre maghi) e un titolo o livello (ad esempio mago di primo livello, apprendista stregone, strega vendicativa). Hanno sempre un effetto, che influisce sugli attacchi che lanciano.
- Carte Magia: Le Carte Magia rappresentano gli incantesimi scagliati. Una Carta Magia ha un valore, che può aumentare e/o diminuire in base al colore dei Maghi, al Mago ecc. I valori vanno da 0 (minimo) a 6 (valore altissimo)
- Carte Castello: Le Carte Castello rappresentano un luogo. La loro figura e didascalia, al contrario delle altre carte è orizzontale. I Castelli possono avere un effetto, che dà benefici o malefici. Il Castello in gioco, ha sempre in palio uno o più Diamagic, che vengono vinti alla fine di ogni turno.

Tutti i tipi di carte hanno un colore: blu, rosso, verde, giallo, nero, multicolore (due colori assieme)

### Scopo del gioco
Lo scopo del gioco è quello di conquistare sei Diamagic, dei cristalli magici rappresentati da  tessere. Ad inizio partita devono essere disponibili dodici Diamagic (tre azzurri, tre verdi, tre gialli e tre rossi — non esistono Diamagic neri). Appena un giocatore conquista il suo sesto Diamagic la partita finisce e viene vinta da quest'ultimo.

### Preparazione
A inizio partita i giocatori:
1. Creare una riserva comune di Diamagic (coperti e sconosciuti dai giocatori).
2. Ogni giocatore prepara un mazzo di carte Magie composto da quaranta carte Magia (con un limite massimo di tre carte Magia uguali) e uno di carte Castelli  (otto carte Castelli, due per ogni colore)
3. Fa tagliare i due mazzi all'avversario e li pone in due pile separate davanti a lui.
4. Il giocatore più giovane (o, naturalmente, scelto con altri modi) decide chi inizia il turno.
5. Ogni giocatore deve schierare le sue carte Mago, una dopo l'altra, nelle posizioni A, B, C. In questo modo, si crea la Squadra Maghi.
6. I giocatori pescano 5 carte dal mazzo Magie coperto.

#### Uso delle magie
La partita è divisa in una serie di sfide per la conquista dei Diamagic. In ogni sfida i giocatori si alternano giocando una delle proprie carte magia ponendola di fronte a uno dei suoi maghi, che non deve avere già lanciato magie in quella sfida. La Sfida termina appena tutti i tre Maghi di entrambi i giocatori hanno lanciato una Magia a testa.
Non appena una magia viene giocata il suo effetto si attiva immediatamente (salvo diversamente specificato). Alcune magie (dette Semplici) non hanno effetti speciali e il loro valore non varia, altre attivano un effetto che può far aumentare o diminuire il suo valore in base al valore del mago che la lancia la magia e/o in base al castello. Al termine della sfida il valore di tutte le carte Magia viene sommato e il giocatore con il totale maggiore vince i Diamagic assegnato al castello.
Alcuni effetti possono permettere di lanciare nascoste le Magie. Le Magie nascoste vanno messe coperte dietro al Mago e sono immuni agli effetti (salvo diversamente specificato). Le Carte Magia nascoste possono essere guardate dal proprietario in qualsiasi momento.

## Varianti
I tre Maghi possono appartenere a tre team differenti, sottraendo 1 al totale della Potenza Magica Finale della propria Squadra al termine di ogni sfida per ogni team differente presente nella Squadra stessa.